# ハサン・マハブーブ
アリー・ハサン・マハブーブ (アラビア語: علي حسن محبوب、Ali Hasan Mahboob、旧名 シラス・キルイ、1981年12月31日 - ) は、ケニア生まれバーレーン国籍の陸上競技長距離選手である。2006年シーズンの前にケニアからバーレーンに帰化し、アジア大会などで金メダルを複数獲得している。日本の報道では「ハサン・マフブーブ」と表記されることもある。

## 略歴
競技生活の初め、マハブーブはロードレースに力を注ぎ、2005年にはプラハ・ハーフマラソンで優勝した。
トラック競技デビューとなる2006年アジア大会で、10,000メートルで優勝を飾ると、翌2007年には、陸上アジア選手権10,000メートルで銅メダルを獲得、さらに同年パン・アラブ大会の10,000メートルで優勝、5,000メートルでも銅メダルの活躍を見せた。
2008年北京オリンピック10,000メートル決勝では27分55秒14のタイムで18位となった。2009年の陸上アジア選手権では10,000メートルの陸上アジア選手権大会記録となる28分23秒70で優勝した。
2010年には世界クロスカントリー選手権大会で競争の激しい男子部門で6位に入賞。同年のアジア大会では10,000メートルで3位、5,000メートルで優勝している
。
2011年は世界クロスカントリー選手権大会で再度10位以内でゴールしたほか、アジア陸上選手権大会10,000メートルで優勝、ミリタリーワールドゲームズ10,000メートルで2位となったほか、パン・アラブ大会の10,000メートルで優勝、5,000メートルでも銅メダルを獲得した。
2012年のアジアクロスカントリー選手権大会では4位に入賞し、バーレーン国籍選手による上位4位独占を果たしたほか、10,000メートルの自己ベストタイム27分21秒40を記録した。
2014年アジア大会陸上では初マラソンで松村康平、川内優輝の日本勢を上回り、2時間12分38秒で優勝した。